# Blues (rugby a 15 femminile)
Blues, anche Blues Women, è la squadra di rugby a 15 femminile del Blues, franchise neozelandese governata dall'unione provinciale rugbistica di Auckland.
Fondata nel 2021, partecipa dal 2022 al campionato Super Rugby Aupiki, corrispettivo femminile del Super Rugby.
Per ragioni di sponsorizzazione la squadra è nota anche con il nome di nib Blues.
La squadra è allenata da Willie Walker e disputa i propri incontri interni al North Harbour Stadium di Auckland.

## Storia
L'idea originale di istituire una competizione tra le sezioni femminili delle franchise neozelandesi del Super Rugby nacque da consultazioni tra Blues e Chiefs, quest'ultima incentrata sull'area di Waikato.
Il prodromo fu una partita amichevole tenutasi tra tali due squadre all'Eden Park di Auckland il 1º maggio 2021 in occasione del medesimo incontro di Super Rugby tra le due formazioni maschili.
L'incontro, cui fu associato un trofeo, il Waipuea Women's Rugby Taonga, vide la vittoria delle Chiefs Manawa per 39-12.
Sulla scia di tale prima esibizione, la federazione neozelandese accolse la proposta delle franchise di istituire il campionato femminile omologo al Super Rugby e il 6 ottobre 2021 fu annunciata la nascita della competizione e delle squadre ad essa partecipanti.
A novembre 2021 fu completata la messa sotto contratto delle giocatrici in vista della prima edizione del 2022
La partita tra Blues e la franchise di Wellington delle Hurricanes Poua avrebbe dovuto inaugurare il torneo, ma non poté avere luogo per via del contagio da coronavirus che colpì numerose giocatrici di quest'ultima squadra; l'incontro si risolse per decisione dell'organizzatore in un pari 0-0.
Alla fine della loro prima stagione le Blues giunsero a pari punti delle Hurricanes Poua e persero 0-35 l'incontro diretto con le Chiefs Manawa nell'ultima giornata che, se vinto, avrebbe potuto dar loro il titolo.

## Cronologia
| Cronistoria delle Blues                                                                                   |
| --- |
| - 2022 · 3º Super Rugby Aupiki - 2023 · 3º stagione regolare Super Rugby Aupiki Sconfitta finale 3º posto |

## Colori e simboli
Le maglie di gioco sono blu, come peraltro il nome della squadra suggerisce; il loro produttore è Adidas che, dal 2018, fornisce gli equipaggiamenti di tutte le squadre neozelandesi del Super Rugby; lo sponsor di maglia è invece la compagnia assicurativa nib New Zealand, il cui nome già figurava dal 2015 sulle uniformi della squadra maschile.

## Stadio
La squadra ancora non ha giocato alcun incontro interno, fatta salva la citata esibizione di Auckland nel 2021; il campionato 2022 si tenne al Waikato Stadium di Hamilton perché le norme sanitarie di contrasto alla pandemia di COVID-19 avevano limitato le trasferte; per il 2023 l'unico incontro interno della squadra è in programma al North Harbour Stadium che si trova a North Shore, quartiere di Auckland.